# 忠州世界武術祭り
忠州世界武術祭り（チュンジュせかいぶじゅつまつり、英語表記:Chungju World Martial Arts Festival）は韓国にて1998年からほぼ毎年秋に行われている武術関連イベント。

## 概要
韓国ほか世界各国の武術・格闘技の関係者を集め、演武や体験練習会を催す。それらの代表格として、現地に本部を置く韓国伝統テッキョン協会が位置づけられている。芸能・物産・飲食も興業し、総合観光事業となっている。詳細は例年異なるが、9月前後に1週間前後行われる。
- 主題：“五千年民族魂と世界武術の出会い”
- 副題：“武術で世界が一つに”
- 主催：忠州市
- 主管：忠州世界武術祝祭推進委員会（世界武術連盟）
- 後援：外交通称部、行政安全部、文化観光部、文化財庁、忠清北道、韓国観光公社、ユネスコ韓国委員会、KOTRA、韓国地方自治団体国際化財団、在外同胞団体、韓国武術総連合会、忠州世界武術協議会